# Pia Praetorius

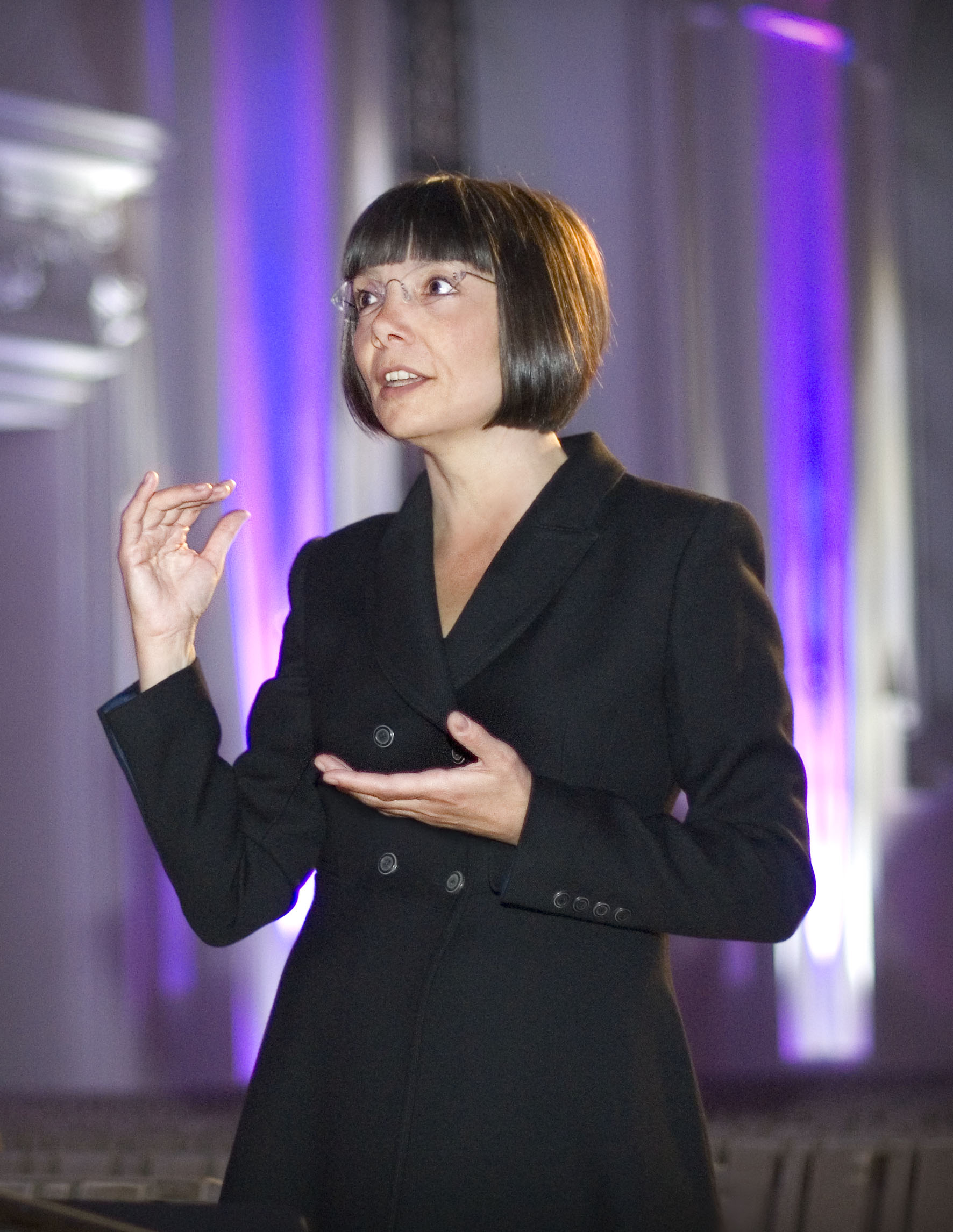
Pia Praetorius (2012)

Pia Praetorius (* 1963 in Nordhausen) ist eine deutsche Kirchenmusikerin und Kantorin. Sie ist Spezialistin für Alte Musik.

## Leben
Pia Praetorius studierte Kirchenmusik an der Hochschule für Kirchenmusik in Halle/Saale. Sie arbeitete als Kantorin in Berlin und Sonthofen. Von 1999 bis 2017 war sie Kantorin an der evangelisch-lutherischen Kirche St. Egidien in Nürnberg.
Schwerpunkte ihrer musikalischen Arbeit sind die Alte Musik und die Neue Musik. Ihre Programme reichen von lateinamerikanischer Renaissancemusik bis zu multimedial inszenierten Aufführungen sowie Tanz- und Opernproduktionen. Im Rahmen des Amerika-Festivals in Nürnberg leitete sie die Uraufführung der 12. Symphonie von Gloria Coates.
Sie arbeitete mit den Videokünstlern Christoph Brech, Ivonne Mohr und Steffen Ruyl Cramer, Ulli Sigg, Stephan Windischmann, den Regisseuren Claudia Doderer, Carlos Manuel und Cornelia Heger, den Licht- und Bühnenkünstlern Fred Pommerehn und Lutz Deppe sowie den Choreographen Cayetano Soto und Shang Chi Sun zusammen. Eine langjährige künstlerische Freundschaft und Zusammenarbeit verbindet sie mit dem Holzbildhauer Andreas Kuhnlein.
Praetorius gründete die schola cantorum nürnberg, ein Ensemble, das sich auf Aufführungen von Musik des 15. und 16. Jahrhunderts spezialisiert hat, sowie den Kammerchor St. Egidien und arbeitet regelmäßig zusammen mit L’arpa festante und Les cornets noir sowie weiteren Spezialisten für Musik des 16. und 17. Jahrhunderts.
Zudem befasst sie sich mit der Nürnberger Musikgeschichte des 16. Jahrhunderts, unter anderem durch die Beschäftigung mit Chorbüchern aus St. Egidien. Sie setzte unveröffentlichte Werke in Partitur und sorgte für Wiederaufführungen in Konzerten und Gottesdiensten, die auch auf CD veröffentlicht wurden.
Seit 2017 entwickelt sie gemeinsam mit ihrem Mann Wolfgang Kropp das Schloss Weißenbrunn in Ebern zu einem Musik- und Kulturzentrum in den Haßbergen. In dem neusanierten Barockschloss wurde ein Saal als Musiksalon eingerichtet. Regelmäßig finden hier Kammerkonzerte und Kurse der neugegründeten Musikakademie statt.

## Auszeichnungen
- 2013: Kulturförderpreis der Stadt Nürnberg
- 2014: Kulturförderpreis des Bezirkes Mittelfranken Wolfram-von-Eschenbach-Preis

## Diskographie
- Weihnachtliche Renaissancemusik aus Nürnberger Handschriften. Spektral-records 2013
- „Maria Magdalena“ – Renaissancemusik aus Nürnberger Handschriften. Spektral-reords 2016